# Jaume Sarramona i López
Jaume Sarramona i López (Torregrossa, Pla d'Urgell, 1944) va cursar estudis primaris i secundaris a Térmens (Noguera) i els estudis de Magisteri en l'Escola Normal de Lleida. Es va llicenciar en filosofia i lletres a la Universitat de Barcelona entre el 1964 i 1969. Després de doctorar-se, va exercir com a professor de pedagogia a la Universitat de Barcelona i a la Universitat Autònoma de Barcelona. Professor adjunt d'universitat el 1981 i catedràtic d'universitat des del 1983, ha estat president del Consell Escolar de Catalunya i el Consell Superior d'Avaluació. Actualment és professor emèrit de la Universitat Autònoma de Barcelona.
Entre la seva bibliografia es poden assenyalar les obres següents:
- Fundamentos de educación, Ceac, Barcelona, 1989.
- Tecnología educativa. Una valoración crítica, Ceac, Barcelona, 1990.
- La formación continua laboral. Biblioteca Nueva, Madrid, 2002
- Desafíos a la escuela del siglo XXI, Editorial Octaedro, Barcelona, 2002.
- Factores e indicadores de calidad en la educación, Editorial Octaedro, Barcelona, 2004.
- Teoría de la educación. Reflexión y normativa pedagógica. Editorial Ariel, Barcelona, 2008.
- La mirada d'un pedagog. Editorial Barcanova, Barcelona, 2014
- Quin model educatiu volem? Editorial Barcanova, Barcelona 2017
- Competències bàsiques i curriculum (vol. I i II). Editorial Horsori, Barcelona 2017
- Conservadores e izquierdistas frente a la educación. Editorial Horsori, Barcelona 2017
- El curriculum competencial (para la educación básica). Editorial Horsori, Barcelona 2017.
- L'educació vista des de la familia i l'escola. Editorial Horsori, Barcelona 2019.
- La enseñanza no presencial para la educación básica, Editorial Horsori, Barcelona 2020.
- La investigación en Ciencias Sociales. Editorial Horsori, Barcelona, 2022
- La educación en el día a día. Editorial Horsori. Barcelona, 2024.